# 康科德學院

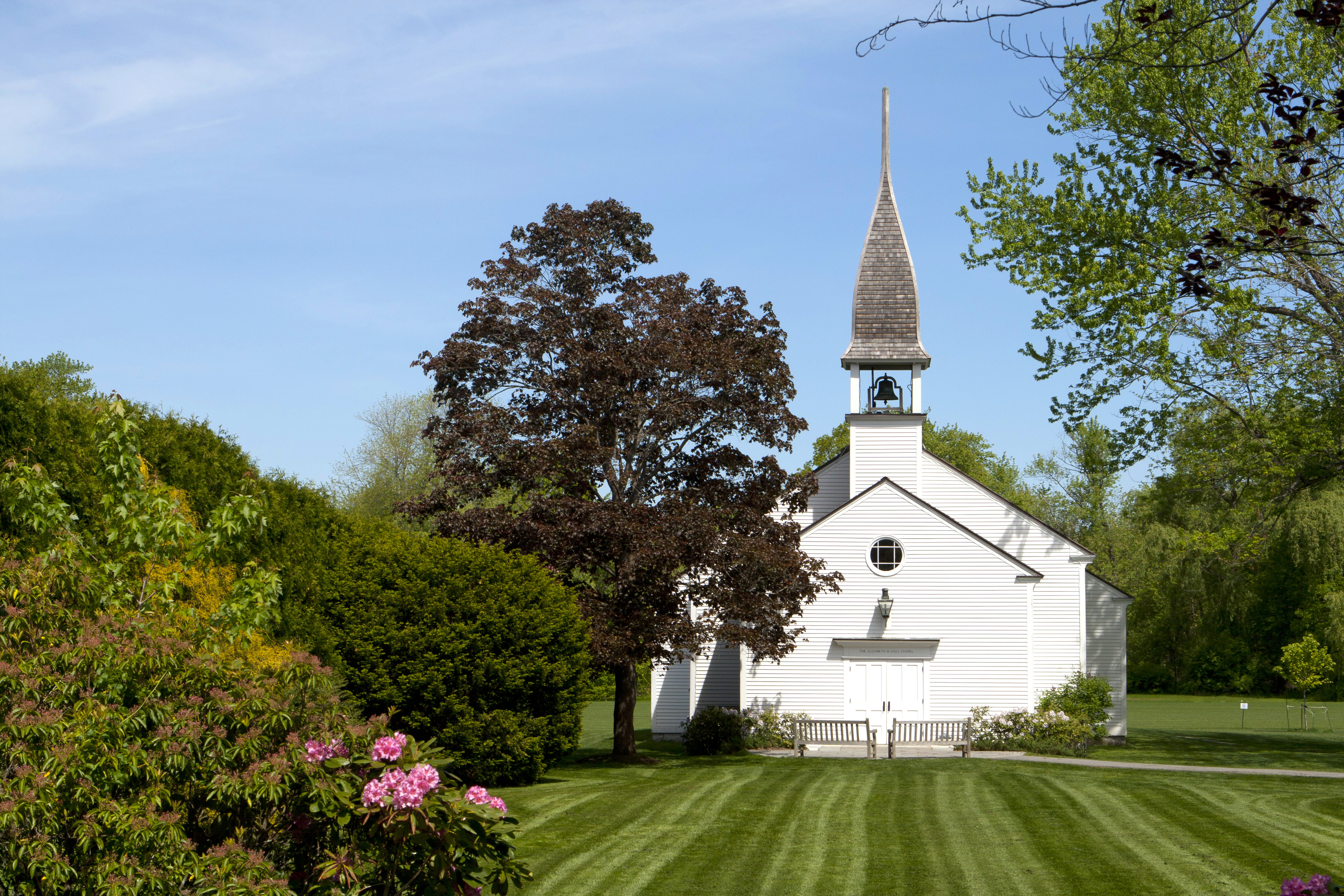
伊莉莎白B.霍爾教堂是康科德學院的學生日常集會的地點.

康科德學院（英語：Concord Academy）位於美國麻薩諸塞州康科德鎮，是一所男女合校的私立高中。該校成立於1922年，2013~2014年度該校學生人數為378人。

## 學業
康科德學院依其SAT和SSAT成績被評定為全美私立寄宿中學前十五名。

## 著名校友
- 德魯·吉爾平·福斯特—現任哈佛大學校長（第28任）
- 卡洛琳·甘迺迪—現任美國駐日本大使，第35任美國總統約翰•甘迺迪和賈桂琳•甘迺迪之女。
- 茱莉亞‧葛拉絲（英语：Julia_Glass）—美國作家，2002年以《三個六月天》獲得美國圖書獎最佳小說。
- 羅慕娟（英语：Anita_Lo）：亞裔女性大廚，曾被《美食與美酒》雜誌選為「美國十大新生代廚師」。
- 努爾王后 (約旦)—是約旦國王海珊·賓·塔拉勒的第四個妻子及王后。王后從2011年起一直擔任聯合世界書院的主席。
- 陳小欣—為中國社會主義經濟建設的開創者和奠基人之一陳雲的孫子。